# 1994 na arte

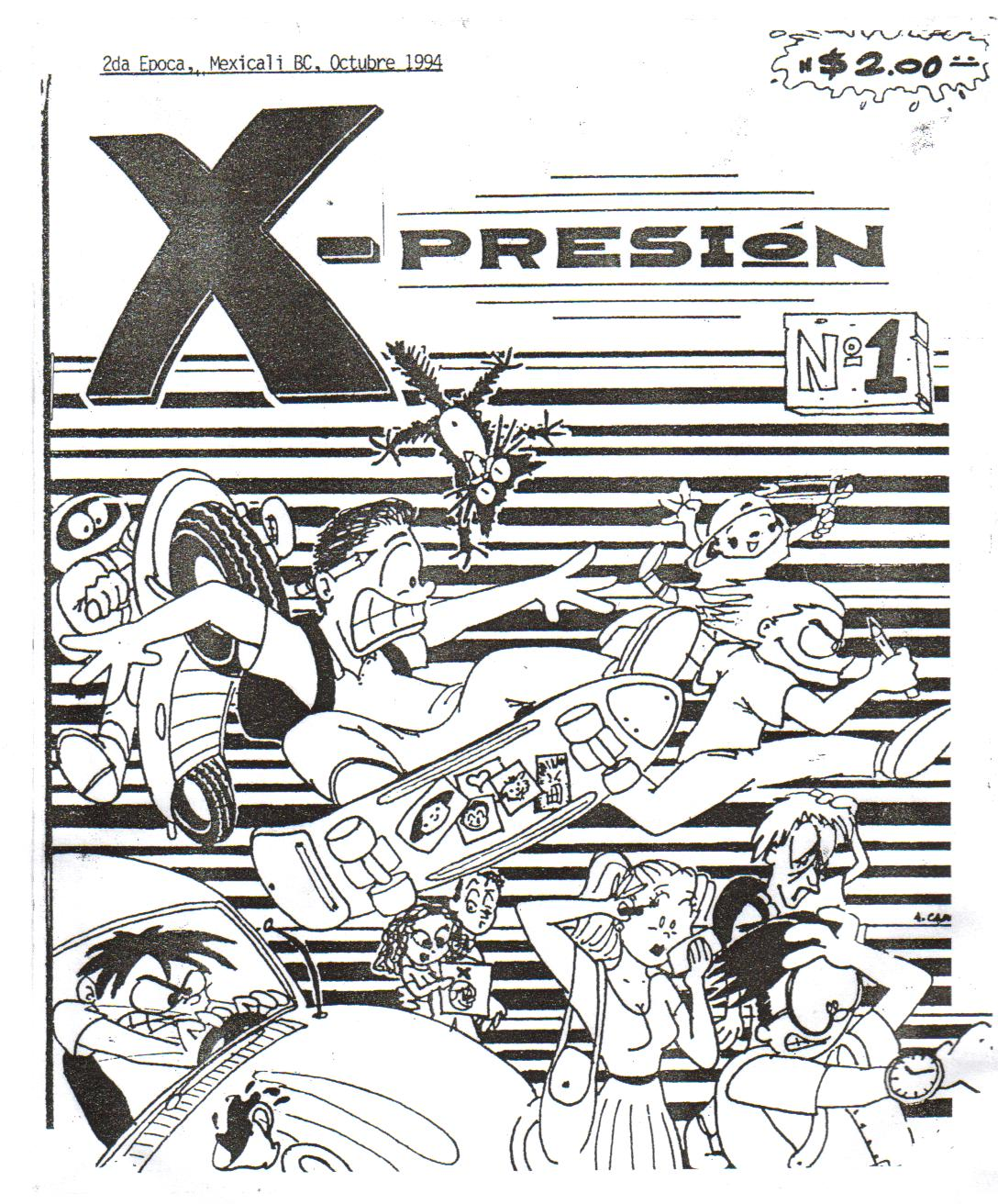
Revista cômica criada por Armando Camacho em 1994

## Nascimentos
| Data | Nome | Profissão | Nacionalidade | Observações | Ref |
| ---- | ---- | --------- | ------------- | ----------- | --- |

## Mortes
| Data           | Nome                        | Profissão                       | Nacionalidade                              | Observações | Ref   |
| -------------- | --------------------------- | ------------------------------- | ------------------------------------------ | ----------- | ----- |
| 26 de janeiro  | Frederico George            | arquitecto e pintor             | Portugal                                   | n. 1915     | [ 1 ] |
| 4 de março     | Ado Malagoli                | pintor                          | Brasil                                     | n. 1906     |       |
| 10 de março    | Álvaro Perdigão             | pintor                          | Reino Unido de Portugal, Brasil e Algarves | n. 1910     |       |
| 22 de março    | Walter Lantz                | desenhista e animador           | Estados Unidos                             | n.1898      |       |
| 27 de março    | António de Assunção Sampaio | pintor e professor              | Portugal                                   | n. 1916     |       |
| 10 de maio     | Lucebert                    | artista plástico e poeta        | Países Baixos                              | n. 1924     |       |
| 4 de junho     | Roberto Burle Marx          | arquiteto e paisagista          | Brasil                                     | n. 1909     |       |
| 1 de julho     | António Quadros             | pintor e poeta                  | Portugal                                   | n. 1933     |       |
| 2 de julho     | António Quadros             | pintor e poeta                  | Portugal                                   | n. 1933     |       |
| 27 de julho    | Kevin Carter                | fotógrafo                       | África do Sul                              | n.1960      |       |
| 9 de agosto    | Lennie Dale                 | bailarino                       | Itália                                     | n.1934      |       |
| 4 de novembro  | Sam Francis                 | pintor                          | Estados Unidos                             | n. 1923     |       |
| 21 de dezembro | Domingos Saraiva            | pintor, desenhista e paisagista | Reino Unido de Portugal, Brasil e Algarves | n. 1908     |       |
| ??             | Hugo Debaere                | pintor e escultor               | Bélgica                                    | n. 1958     |       |
| ??             | Guilherme Camarinha         | pintor                          | Portugal                                   | n. 1912     |       |

## Prémios
- Prémio Príncipe das Astúrias das Artes - Alicia de Larrocha[2]
- Arquitetura
  - Prémio João de Almada - Maria Helena Rente, José Carlos Portugal e Tiago Falcão[3] ** Prémio Pritzker - Christian de Portzamparc[4]
  - Prémio Valmor e Municipal de Arquitectura 1994 - João Paciência[5].
  - Prémio de Arquitetura Contemporânea Mies van der Rohe- Nicholas Grimshaw & Partners[6]